# Pedrera del Coll de Portella
La Pedrera del Coll de Portella és una antiga explotació d'extracció de pedra per a la construcció del terme municipal de Monistrol de Calders, al Moianès.
Està situada al costat nord del Coll de Portella, al cim del Serrat de Brusa, al sud-oest del poble de Monistrol de Calders. El Camí de Sant Pere Màrtir passa ran de la pedrera, pel seu costat de ponent.
Estigué en explotació poc temps, als anys setanta del segle xx.